# Liste der an Eminem verliehenen Preise

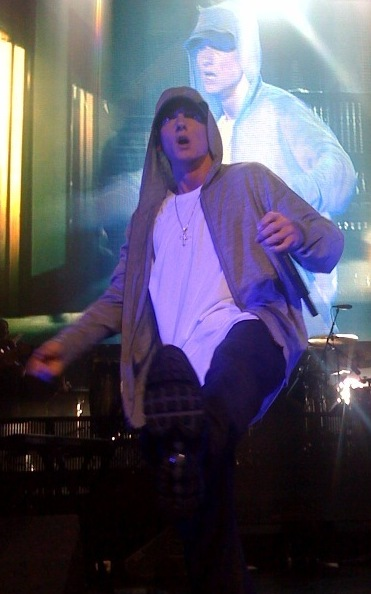
Eminem bei einem Auftritt (2009)

In der folgenden Liste sind die meisten Preise aufgeführt, die dem US-amerikanischen Rapper Eminem verliehen wurden bzw. für die er nominiert wurde. 

## Allgemeines
Insgesamt erhielt Eminem in seiner musikalischen Karriere 152 Auszeichnungen und 339 Nominierungen. Die wichtigsten der Auszeichnungen sind in dieser Liste aufgeführt. Dazu zählen unter anderem ein Oscar und 15 Grammy Awards.

## Preise
Oscar

Eminems Logo

- 2003: „Best Original Song“ zu 8 Mile (Lose Yourself)

Grammy Awards
- 2000: „Best Rap Solo Performance“ (My Name Is)
- 2000: „Best Rap Album“ (The Slim Shady LP)
- 2001: „Best Rap Solo Performance“ (The Real Slim Shady)
- 2001: „Best Rap Performance by Duo or Group“ (Forgot About Dre) (mit Dr. Dre)
- 2001: „Best Rap Album“ (The Marshall Mathers LP)
- 2003: „Best Short Form Music Video“ (Without Me)
- 2003: „Best Rap Album“ (The Eminem Show)
- 2004: „Best Rap Solo Performance“ (Lose Yourself)
- 2004: „Best Rap Song“ (Lose Yourself)
- 2010: „Best Rap Album“ (Relapse)
- 2010: „Best Rap Performance by a Duo or Group“ (Crack a Bottle) (mit Dr. Dre und 50 Cent)
- 2011: „Best Rap Album“ (Recovery)
- 2011: „Best Rap Solo Performance“ (Not Afraid)
- 2015: „Best Rap Album“ (The Marshall Mathers LP 2)
- 2015: „Best Rap/Sung Collaboration“ (The Monster) (mit Rihanna)

Nominiert
- 2000: „Best Rap Performance by a Duo or Group“ (Guilty Conscience)
- 2001: „Album of the Year“ (The Marshall Mathers LP)
- 2003: „Best Rap Solo Performance“ (Without Me)
- 2003: „Record of the Year“ (Without Me)
- 2003: „Record of the Year“ (The Eminem Show)
- 2004: „Record of the Year“ (Lose Yourself)
- 2004: „Song of the Year“ (Lose Yourself)
- 2004: „Best Song Written for a Motion Picture“ (Lose Yourself)
- 2005: „Best Rap Solo Performance“ (Just Lose It)
- 2006: „Best Rap Album“ (Encore)
- 2006: „Best Rap Solo Performance“ (Mockingbird)
- 2006: „Best Rap Performance By a Duo or Group“ (Encore)
- 2007: „Best Rap/Sung Collaboration“ (Smack That)
- 2007: „Best Rap/Sung Collaboration“ (Shake That)
- 2010: „Best Rap Solo Performance“ (Beautiful)
- 2011: „Record of the Year“ (Love the Way You Lie)
- 2011: „Album of the Year“ (Recovery)
- 2011: „Song of the Year“ (Love The Way You Lie)
- 2011: „Best Pop Collaboration with Vocals“ (Airplanes, Part II)
- 2011: „Best Rap/Sung Collaboration“ (Love the Way You Lie)
- 2011: „Best Rap Song“ (Love the Way You Lie)
- 2011: „Best Rap Song“ (Not Afraid)
- 2011: „Best Short Form Music Video“ (Love the Way You Lie)
- 2012: „Best Rap/Sung Collaboration“ (I Need a Doctor)
- 2012: „Best Rap Song“ (I Need a Doctor)
- 2014: „Best Rap Performance“ (Berzerk)
- 2015: „Best Rap Performance“ (Rap God)

Golden Globe Awards

Nominiert
- 2003: „Best Original Song“ zu 8 Mile (Lose Yourself)

World Music Awards
- 2001: „World’s Best Selling Rap/Hip-Hop Artist“
- 2003: „World’s Best Selling Pop/Rock Artist“
- 2003: „World’s Best American Male Artist“
- 2005: „World’s Best Selling Pop/Rock Artist“
- 2005: „World’s Best Selling Rap/Hip-Hop Artist“
- 2010: „World’s Best Selling Rap/Hip-Hop Artist“
- 2014: „World’s Best Selling Artist“
- 2014: „World’s Best Rap/Hip-Hop Selling Artist“
- 2014: „World’s Best American Selling Artist“

Nominiert
- 2014: „World’s Best Male Artist“
- 2014: „World’s Best Live Act“
- 2014: „World’s Best Entertainer“

Echo
- 2001: „Hip Hop Act des Jahres international“ (The Marshall Mathers LP)
- 2003: „Künstler/Künstlerin/Gruppe HipHop International“ (The Eminem Show)
- 2005: „Künstler/Künstlerin/Gruppe des Jahres Hip-Hop/R&B (international)“ (Encore)
- 2007: „Künstler/Künstlerin/Gruppe des Jahres Hip-Hop/R&B (international)“ (Curtain Call: The Hits)
- 2011: „Künstler/Künstlerin/Gruppe Hip Hop/Urban (national oder international)“ (Recovery)
- 2014: „Künstler/Künstlerin/Gruppe Hip Hop/Urban (international)“ (The Marshall Mathers LP 2)

Nominiert
- 2010: „Künstler/Künstlerin/Gruppe Hip Hop/Urban (national oder international)“ (Relapse)

Comet
- 2003: „Hip-Hop International“

Bravo Otto

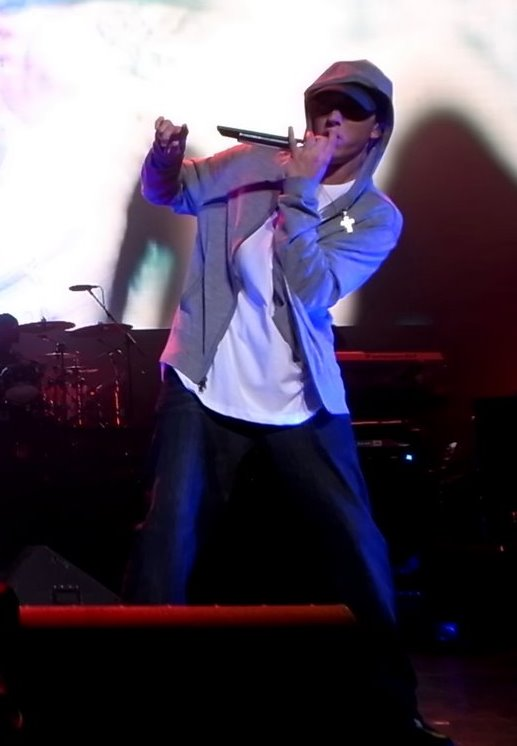
Eminem (2009)

- 2000: „Gold“ in der Kategorie „Hip-Hop International“[5]
- 2001: „Silber“ in der Kategorie „Hip-Hop International“[6]
- 2002: „Silber“ in der Kategorie „Hip-Hop International“[7]
- 2003: „Silber“ in der Kategorie „Hip-Hop International“[8]
- 2004: „Bronze“ in der Kategorie „Hip-Hop International“[9]
- 2005: „Silber“ in der Kategorie „Hip-Hop International“[10]
- 2006: „Gold“ in der Kategorie „Hip-Hop International“[11]
- 2007: „Silber“ in der Kategorie „Hip-Hop International“

MTV Video Music Awards
- 1999: „Best New Artist in a Video“ (My Name Is)
- 2000: „Video of the Year“ (The Real Slim Shady)
- 2000: „Best Male Video“ (The Real Slim Shady)
- 2000: „Best Rap Video“ (Forgot About Dre)
- 2002: „Video of the Year“ (Without Me)
- 2002: „Best Male Video“ (Without Me)
- 2002: „Best Rap Video“ (Without Me)
- 2002: „Best Direction in a Video“ (Without Me)
- 2003: „Best Video from a Film“ (Lose Yourself)
- 2009: „Best Hip-Hop-Video“ (We Made You)
- 2010: „Best Male Video“ (Not Afraid)
- 2010: „Best Hip-Hop-Video“ (Not Afraid)
- 2014: „Best Editing“ (Rap God)
- 2024: „Best Hip-Hop-Video“ (Houdini)
- 2024: „Best Visual Effects“ (Houdini)

MTV Europe Music Awards
- 1999: „Bester Hip-Hop-Künstler“
- 2000: „Bestes Album“ (The Marshall Mathers LP)
- 2000: „Bester Hip-Hop-Künstler“
- 2001: „Bester Hip-Hop-Künstler“
- 2002: „Bester Künstler“
- 2002: „Bester Hip-Hop-Künstler“
- 2002: „Bestes Album“ (The Eminem Show)
- 2002: „Bestes Rap/Hip-Hop Album“ (The Eminem Show)
- 2003: „Bester Hip-Hop-Künstler“
- 2009: „Bester Künstler“
- 2010: „Bester Hip-Hop-Künstler“
- 2011: „Bester Hip-Hop-Künstler“
- 2013: „Bester Hip-Hop-Künstler“
- 2013: „Globale Ikone“
- 2017: „Bester Hip-Hop-Künstler“

MTV Movie Awards
- 2003: „Best Male Performance“ (8 Mile)
- 2003: „Breakthrough Male“ (8 Mile)

American Music Awards
- 2003 (1): „Favorite Pop/Rock Male Artist“
- 2003 (1): „Favorite Hip-Hop/R&B Male Artist“
- 2003 (1): „Favorite Pop/Rock Album“ (The Eminem Show)
- 2003 (1): „Favorite Hip-Hop/R&B Album“ (The Eminem Show)
- 2005: „Favorite Rap/Hip-Hop Male Artist“
- 2006: „Favorite Rap/Hip-Hop Male Artist“
- 2010: „Favorite Rap/Hip-Hop Male Artist“
- 2010: „Favorite Rap/Hip-Hop Album“ (Recovery)

Nominiert
- 2001: „Favorite Pop/Rock Male Artist“
- 2001: „Favorite Rap/Hip-Hop Male Artist“
- 2003 (1): „Fan Choice’s Award“
- 2003 (2): „Favorite Rap/Hip-Hop Album“ (8 Mile)
- 2003 (2): „Favorite Rap/Hip-Hop Male Artist“
- 2005: „Favorite Rap/Hip-Hop Album“ (Encore)
- 2006: „Favorite Rap/Hip-Hop Album“ (Curtain Call: The Hits)
- 2009: „Artist of the Year“
- 2009: „Favorite Rap/Hip-Hop Album“ (Relapse)
- 2009: „Favorite Pop/Rock Male Artist“
- 2009: „Favorite Rap/Hip-Hop Male Artist“
- 2010: „Artist of the Year“
- 2010: „Favorite Pop/Rock Male Artist“
- 2010: „Favorite Pop/Rock Album“ (Recovery)
- 2014: „Favorite Rap/Hip-Hop Artist“
- 2014: „Favorite Rap/Hip-Hop Album“ (The Marshall Mathers LP 2)

BRIT Awards
- 2001: „Best International Male Solo Artist“
- 2003: „Best International Male Solo Artist“
- 2003: „Best International Album“ (The Eminem Show)
- 2005: „Best International Male Solo Artist“

Nominiert
- 2000: „Best International Newcomer“
- 2000: „Best International Male Solo Artist“
- 2010: „Best International Male Solo Artist“
- 2011: „Best International Male Solo Artist“
- 2011: „Best International Album“ (Recovery)
- 2014: „Best International Male Solo Artist“

Teen Choice Awards
- 2003: „Choice Movie: Breakout Star - Male“ (8 Mile)
- 2003: „Choice Movie: Actor - Drama/Action Adventure“ (8 Mile)
- 2003: „Choice Music: Male Artist“
- 2003: „Choice Music: Rap Artist“
- 2005: „Choice Music: Rap Artist“
- 2005: „Choice Music: Rap Track“ (Mockingbird)
- 2010: „Choice Music: Rap Artist“
- 2010: „Choice Music: Rap Album“ (Relapse)
- 2010: „Choice Music: Rap/Hip-Hop Track“ (Love the Way You Lie)
- 2011: „Choice Music: R&B/Hip-Hop Artist“

Nominiert
- 2003: „Choice Crossover Artist“
- 2010: „Choice Music: Best Male Artist“
- 2014: „Choice Music: R&B/Hip-Hop Artist“

People’s Choice Awards
- 2003: „Favorite Male Musical Performer“
- 2010: „Favorite Hip-Hop Artist“
- 2011: „Favorite Male Artist“
- 2011: „Favorite Hip-Hop Artist“
- 2011: „Favorite Song“ (Love The Way You Lie)
- 2011: „Favorite Music Video“ (Love The Way You Lie)
- 2012: „Favorite Hip-Hop Artist“

Nominiert
- 2002: „Favorite Male Musical Performer“
- 2007: „Favorite Hip-Hop Song“ (Shake That)
- 2010: „Favorite Male Artist“

Billboard Music Awards
- 2000: „Maximum Vision Video“ (The Real Slim Shady)
- 2000: „Best Rap/Hip-Hop Clip of the Year“ (The Real Slim Shady)
- 2002: „Album of the Year“ (The Eminem Show)
- 2002: „R&B/Hip Hop Album of the Year“ (The Eminem Show)
- 2002: „Top Billboard 200 Album“ (The Eminem Show)
- 2009: „Artist of the Decade“
- 2010: „Male Artist of the Year“
- 2011: „Top Artist“
- 2011: „Top Male Artist“
- 2011: „Top Rap Artist“
- 2011: „Top Streaming Artist“
- 2011: „Top Billboard 200 Album“ (Recovery)
- 2011: „Top Rap Album“ (Recovery)
- 2011: „Top Rap Song“ (Love the Way You Lie)
- 2011: „Top Social Artist“ (Bad Meets Evil)
- 2014: „Top Rap Artist“
- 2014: „Top Rap Album“ (The Marshall Mathers LP 2)

MOBO Awards
- 2000: „Best Hip Hop Act“ (The Real Slim Shady)
- 2010: „Best International Act“

Juno Awards
- 2001: „Best Selling Album“ (The Marshall Mathers LP)
- 2003: „International Album of the Year“ (The Eminem Show)

Detroit Music Awards
- 2001: „Outstanding National Album“ (The Marshall Mathers LP)
- 2001: „Outstanding National Single“ (The Real Slim Shady)
- 2003: „Outstanding National Single“ (Lose Yourself)
- 2005: „Outstanding National Major Label Recording“ (Encore)
- 2011: „Outstanding National Major Label Recording“ (Recovery)
- 2011: „Outstanding National Single“ (Not Afraid)
- 2011: „Outstanding Video / Major Budget“ (Not Afraid)
- 2014: „Outstanding National Major Label Recording“ (The Marshall Mathers LP 2)
- 2014: „Outstanding Video / Major Budget“ (Berzerk)

MuchMusic Video Awards
- 2003: „People’s Choice: Favorite International Artist“ (Lose Yourself)

Nominiert
- 2003: „International Video of the Year - Artist“ (Without Me)
- 2003: „International Video of the Year - Artist“ (Cleanin’ Out My Closet)
- 2011: „Most Watched Video of the Year“ (Love the Way You Lie)
- 2011: „International Video of the Year - Artist“ (Love the Way You Lie)
- 2011: „UR Fave International Artist“ (Love the Way You Lie)
- 2012: „International Video of the Year - Group“ (Lighters)

## MitD12
MTV Europe Music Awards
- 2004: „Beste Hip-Hop-Künstler“

Echo
- 2002: „Künstler/in oder Gruppe international“